# Lara Dopazo Ruibal
Lara Dopazo Ruibal (Marín, 1985), é uma poeta galega.

## Trajetória
Ganhou o primeiro prémio do festival GZ Crea 2008 pela poesia "Dende Illa Peixe". Um dos seus poemas foi musicado no álbum Alfaias de Fanny + Alexander. No ano de 2015, ganhou o prémio Francisco Añón de poesia com o poemário Ovella e também a primeira edição do Prémio Literário Nortear com o relato "Clementina".